# 마이크로소프트 오피스 XP
마이크로소프트 오피스 XP(Microsoft Office XP)는 마이크로소프트의 오피스 제품군으로, 오피스 2000의 다음 버전이고 오피스 2003의 이전 버전이다. 이 버전은 XP라고 이름 지었지만 출시 당시에는 윈도우 XP 이상의 OS를 요구하지 않았다. XP는 단지 마케팅용 이름이었으나, 이후 윈도우 XP도 지원을 하기 시작했고, 최종적으로는 윈도우 8.1까지 지원했다.

## 개요
오피스 XP는 2001년 3월 5일에 RTM 버전을 출시했다. 메인스트림 지원동안 3개의 서비스 팩이 출시되었고, 2006년 7월 11일에 윈도우 NT 4.0 임베디드, 윈도우 98, 윈도우 98 SE, 윈도우 ME와 동시에 메인스트림 지원이 끝났다. 마이크로소프트는 2011년 7월 12일로 윈도우 비스타 서비스팩 1과 동시에 판매와 확장 지원을 종료했다.

## 기능
마이크로소프트는 오피스 XP에 많은 메이저 업데이트와 기능을 추가했다.
- 안전 모드: 이 기능은 마이크로소프트 아웃룩 등의 프로그램이 프로그램이 레지스트리 문제등으로 실행에 실패했을 때 안전모드가 문제를 분석하고 복원하거나 무시하는 작업을 한다.
- 제품 인증: 오피스 XP는 소프트웨어 불법 복제를 막기 위해서 제품 인증 기능을 추가했다. 이는 윈도우 XP 및 후속 버전에도 같이 적용된다.
- 음성 인식과 필기 인식
- 클립보드
- 스마트 태그
- 오피스 XP는 윈도우 XP의 베타 버전인 윈도우 휘슬러의 워터칼라 테마를 적용하고 있다. 후에 나오는 오피스 2003은 루나 테마를 적용한다.

## 프로그램
- 마이크로소프트 워드 2002
- 마이크로소프트 엑셀 2002
- 마이크로소프트 아웃룩 2002
- 마이크로소프트 파워포인트 2002
- 마이크로소프트 퍼블리셔 2002
- 마이크로소프트 액세스 2002
- 마이크로소프트 프론트페이지 2002

## 에디션
이 프로그램은 여러 가지 에디션으로 배포되었고, 몇몇 에디션은 업그레이드나 전체 버전으로도 사용이 가능하였다. 볼륨 라이선스 버전은 제품 인증을 거치지 않아도 되었고, 모든 에디션은 워드, 엑셀, 아웃룩을 포함한다.또한 스몰 비즈니스 에디션을 제외한 모든 에디션은 파워포인트를 포함했다.

### 리테일 제품군
- 오피스 XP 스탠다드 에디션 (워드, 엑셀, 아웃룩, 파워포인트)
- 학생용 오피스 XP 스탠다드 에디션 (스탠다드 에디션+특별 라이선스 규칙)
- 오피스 XP 프로페셔널 에디션 (스탠다드 에디션 + 액세스)
- 오피스 XP 개발자 에디션 (프로페셔널 에디션 + 프론트페이지와 개발 도구)
- 오피스 XP 프로페셔널 스페셜 에디션 (프로페셔널 + 프론트페이지와 퍼블리셔), 업그레이드 전용

### OEM 에디션
- 오피스 XP 스몰 비지니스 에디션 (워드, 엑셀, 퍼블리셔, 아웃룩)
- 퍼블리셔 포함 오피스 XP 프로페셔널 에디션 (프로페셔널 에디션 + 퍼블리셔)

### 볼륨 라이선스 제품
- 오피스 XP 스탠다드 에디션 (워드, 엑셀, 아웃룩, 파워포인트)
- 오피스 XP 프로페셔널 (스탠다드 에디션 + 액세스)
- 프론트페이지 포함 오피스 XP 프로페셔널 (프로페셔널 에디션 + 프론트페이지)

### 표
| 오피스 프로그램   | 스탠다드 | 스몰 비지니스 | 프로페셔널 | 프로페셔널 스페셜 | 개발자 |
| ----------------- | -------- | ------------- | ---------- | ----------------- | ------ |
| 워드 2002         |          |               |            |                   |        |
| 엑셀 2002         |          |               |            |                   |        |
| 아웃룩 2002       |          |               |            |                   |        |
| 파워포인트 2002   |          |               |            |                   |        |
| 액세스 2002       |          |               |            |                   |        |
| 퍼블리셔 2002     |          |               |            |                   |        |
| 프론트페이지 2002 |          |               |            |                   |        |
| 개발자 도구       |          |               |            |                   |        |

## 같이 보기
- 마이크로소프트 오피스
- 윈도우 XP